# Пісочник скельний
{{#ifeq:0|0|{{#if:|{{#if:Eremogonesaxatilis|[[]}}|}}}}
Пісочник скельний, еремогоне скельна  (Eremogone saxatilis) — вид рослин з родини гвоздикових (Caryophyllaceae), поширений у східній Європі, Казахстані, Сибіру.

## Опис
Багаторічна трав'яниста рослина 30–40 см заввишки. Прикореневі листки 6–12 см завдовжки, стеблові — 3–4 см. Суцвіття компактні, багатоквіткові. Чашолистки 3–3.5 мм завдовжки, пелюстки в 2 рази довше чашолистки; коробочки в 1.5 раза перевищують чашечку.

## Поширення
Поширений у східній Європі, Казахстані, Сибіру.
В Україні вид зростає в соснових лісах — у Поліссі, зрідка.